# 黒い司法 0%からの奇跡
『黒い司法 0%からの奇跡』（くろいしほう ゼロパーセントからのきせき、Just Mercy）は2019年のアメリカ合衆国のドラマ映画。監督はデスティン・ダニエル・クレットン、主演はマイケル・B・ジョーダンが務めた。本作はブライアン・スティーヴンソンが2014年に発表したノンフィクション『黒い司法 死刑大国アメリカの冤罪』を原作としている。

## ストーリー
ブライアン・スティーブンソンはハーバード大学のロースクールを卒業し、弁護士資格を取得した。好待遇のオファーが複数あったにも拘わらず、ブライアンは使命感からアラバマ州で人権運動に携わることにした。同州で受刑者の人権擁護活動に励むエバ・アンスリーの協力もあって、彼は小さな事務所を設立することができた。
1988年、ブライアンの元にとんでもないニュースが飛び込んできた。ウォルター・マクミリアンという黒人男性が白人女性を殺した容疑で死刑判決を受けたのだが、彼が犯人であることを示す証拠は一つとして存在しなかった。それにも拘わらず、検察側は誘導尋問などを駆使してウォルターを犯人に仕立て上げたのである。しかも、州の司法当局は杜撰な裁判が行われたことに対して全く関心がなかった。憤慨したブライアンはウォルターの無実を必ずや証明すると心に誓い、その弁護を買って出た。当初、ウォルターは「大学出のインテリ先生に差別の何が分かるというのか」などと頑なな態度を取るばかりであったが、ブライアンの奮闘ぶりを眺めているうちに、彼に心を開くようになった。
こうして、ブライアンとウォルター、エバの3人は司法制度の不備及び黒人への差別意識という難敵と闘っていくのだった。

## キャスト
※括弧内は日本語吹替
- ブライアン・スティーブンソン（英語版） - マイケル・B・ジョーダン（杉村憲司）
- ウォルター・マクミリアン（英語版） - ジェイミー・フォックス（江川央生）
- エバ・アンスリー - ブリー・ラーソン（甲斐田裕子）
- ハーバート・リチャードソン - ロブ・モーガン（梅津秀行）
- ラルフ・マイヤーズ - ティム・ブレイク・ネルソン（清水明彦）
- トミー・チャップマン - レイフ・スポール（青山穣）
- アンソニー・レイ・ヒントン（英語版） - オシェア・ジャクソン・Jr（乃村健次）
- フォスター判事 - リンジー・エイリフ
- ジョン・マクミリアン - C・J・ルブラン（吉原光）
- ウッドロウ・インカー - ロン・クリントン・スミス（英語版）
- ダグ・アンズリー - ドミニク・ボガート
- ジェレミー - ヘイズ・マーキュア
- ミニー・マクミリアン - カラン・ケンドリック
- ライナス - ドリュー・シャイド
- デヴィッド・ウォーカー - カーク・ボヴィル（英語版）
- ジミー - テレンス・ローズモア

## 製作
2015年9月、ブロード・グリーン・プロダクションズが『黒い司法』の映画化に着手し、デスティン・ダニエル・クレットンを監督に、マイケル・B・ジョーダンを主演に迎えたと報じられた。2017年11月30日、ブロード・グリーン・プロダクションズの経営破綻を受けて、ワーナー・ブラザース映画が本作の配給権を買い取ったとの報道があった。
2018年7月13日、ジェイミー・フォックスが本作の出演交渉に臨んでいると報じられた。8月、ブリー・ラーソン、オシェア・ジャクソン・Jr、ティム・ブレイク・ネルソンの出演が決まり、本作の主要撮影がアラバマ州のモンゴメリーで始まった。10月、ドミニク・ボガート、ヘイズ・マーキュア、カラン・ケンドリックがキャスト入りした。同月8日、ジョエル・P・ウェストが本作で使用される楽曲を手掛けることになったとの報道があった。

## 公開・マーケティング
2019年9月4日、本作のオフィシャル・トレイラーが公開された。6日、本作は第44回トロント国際映画祭でプレミア上映された。本作は同年12月25日に限定公開される予定だが、それは第92回アカデミー賞のノミネート資格を得るためである。

## 興行収入
2019年12月25日、本作は全米4館で限定公開され、公開初週末に10万7858ドル（1館当たり2万6964ドル）を稼ぎ出し、週末興行収入ランキング初登場28位となった。2020年1月10日、本作は全米2375館にまで公開規模が拡大され、週末に971万ドルを稼ぎ出し、週末興行収入ランキング5位となった。

## 評価
本作は批評家から好意的に評価されている。映画批評集積サイトのRotten Tomatoesには126件のレビューがあり、批評家支持率は82%、平均点は10点満点で6.97点となっている。サイト側による批評家の見解の要約は「俳優陣の見事な演技と監督の確かな演出のお陰で、『黒い司法 0%からの奇跡』は現実に存在する不公正をドラマ化できており、いくつかのシーンに漂う説教臭さを相殺するだけの緊迫感を出せている。」となっている。また、Metacriticには37件のレビューがあり、加重平均値は68/100となっている。なお、本作のCinemaScoreは最高値のA+となっている。
本作での演技によって、ジェイミー・フォックスは第26回全米映画俳優組合賞の助演男優賞にノミネートされた。